# Uppsala Internationella Kortfilmfestival

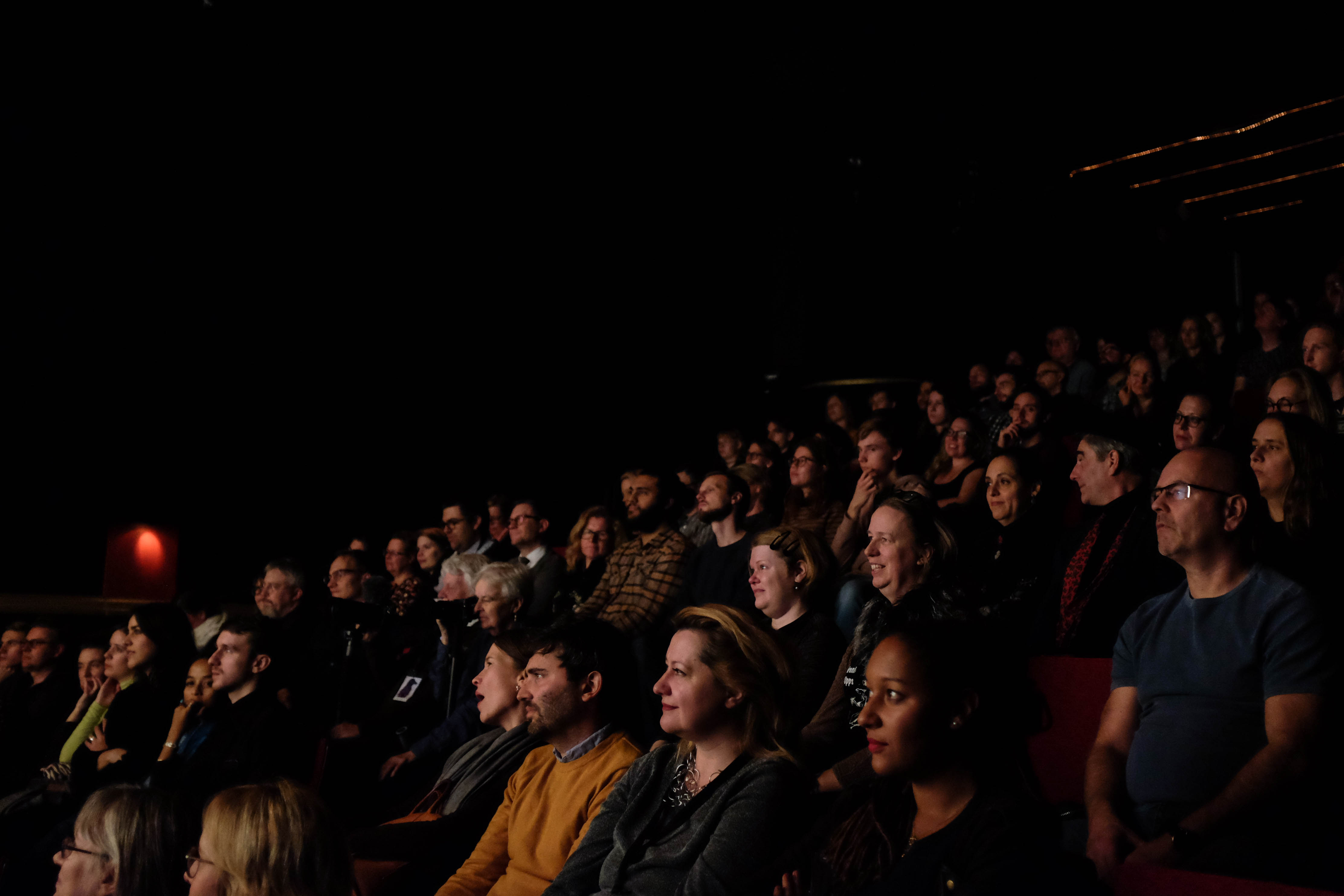
Publik på Uppsala Kortfilmfestival

Uppsala Kortfilmfestival eller Uppsala Short Film Festival är en internationell filmfestival i Uppsala med fokus på kortfilm. Filmfestivalen etablerades 1982, och är idag en av Europas största kortfilmfestivaler. Festivalen äger rum en vecka i oktober och visar varje år över 300 kortfilmer. Festivalen är erkänd av Academy of Motion Picture Arts and Sciences, BAFTA och European Film Academy.

## Om festivalen
På kortfilmfestivalen i Uppsala visas varje år över 300 kortfilmer från hela världen i en rad olika sektioner - ny film i tävlan i den Internationella tävlingssektionen, svensk film i tävlan i den Svenska tävlingssektionen, film för barn och unga i Kortfilmfestivalen UNG, samt en rad specialprogram och retrospektiv. Vinst av Uppsala Grand Prix i den Internationella tävlingssektionen och Bästa Svenska kortfilm i Nationella tävlingssektionen kan även leda vidare till en Oscarsnominering för bästa korta spelfilm eftersom Uppsala Kortfilmfestival är erkänd av Academy of Motion Picture Arts and Sciences. Deltagande i kortfilmfestivalen innebär för svenska filmer att de kvalificeras för nominering till en Guldbagge. Brittiska spelfilmer som visas på festivalen kvalificerar sig för BAFTA-nominering. Från och med 2015 utses också en kandidat till bästa kortfilm vid European Film Awards. På festivalen delas priset Uppsala kommuns filmpris till Ingmar Bergmans minne ut sedan 2010.
Festivalen gästas varje år av ett stort antal filmskapare och representanter för filmbranschen. Möten mellan filmskapare och publik är en viktig del av festivalen och filmskapare får diskutera sina filmer både vid visningarna och vid särskilda regissörsutfrågningar.  
Uppsala Kortfilmfestival drivs av den ideella föreningen, Kulturföreningen för Filmfestival i Uppsala, med stöd från Uppsala kommun, Region Uppsala, Svenska Filminstitutet samt en rad andra sponsorer och stödgivare.

## Prisvinnare Uppsala Grand Prix
Uppsala Grand Prix är festivalens huvudpris som delas ut i den Internationella tävlingssektionen.
| År   | Filmtitel                                                                                   | Regi                            | Land  |
| 1999 | El paraíso perdido / Paradise Lost                                                          | Jaime Marques                   | E     |
| 2000 | Home                                                                                        | Morag McKinnon                  | UK    |
| 2001 | La pomme, la figue et l'amande / The Apple, the Fig and the Almond                          | Joël Brisse                     | F     |
| 2002 | Comme un seul homme / All for one                                                           | Jean-Louis Gonnet               | F     |
| 2003 | Fast Film                                                                                   | Virgil Widrich                  | A     |
| 2004 | Russelltribunalen / The Russell Tribunal                                                    | Staffan Lamm                    | S     |
| 2005 | El otro sueño americano                                                                     | Enrique Arroyo                  | MEX   |
| 2006 | Medianeras                                                                                  | Gustavo Taretto                 | ARG   |
| 2007 | Lampa cu căciulă / The Tube with a Hat                                                      | Radu Jude                       | RO    |
| 2008 | Jos Kaadun / If I Fall                                                                      | Hannaleena Hauru                | FI    |
| 2009 | Elefantenhaut                                                                               | Severin Fiala and Ulrike Putzer | AU    |
| 2010 | Colivia / The Cage                                                                          | Adrian Sitaru                   | RO    |
| 2011 | Miten marjoja poimitaan / How to Pick Berries                                               | Elina Talvensaari               | FI    |
| 2012 | Chefu’                                                                                      | Adrian Sitaru                   | RO    |
| 2013 | Khaterate Enghelabe Bahman Asheghe Leila / Revolutionary memories of Bahman who loved Leila | Farahnaz Sharifi                | IR    |
| 2014 | Mondial 2010                                                                                | Roy Dib                         | LI    |
| 2015 | Over                                                                                        | Jörn Threlfall                  | UK    |
| 2016 | Univitellin                                                                                 | Terence Nance                   | F     |
| 2017 | Wednesdays with Goddard                                                                     | Nicolas Ménard                  | UK    |
| 2018 | (Fool Time) Job                                                                             | Gilles Cuvelier                 | F     |
| 2019 | Blessed Land                                                                                | Phạm Ngọc Lân                   | VM    |
| 2020 | Have a Nice Dog                                                                             | Jalal Maghout                   | DE/SY |
| 2021 | Noir-Soleil                                                                                 | Marie Larrivé                   | F     |

## Prisvinnare Bästa svenska kortfilm
Vinnare av priset för bästa svenska kortfilm i den Nationella tävlingssektionen.
| År   | Filmtitel                       | Regi                                           | Land |
| 2004 | Du var där med din polare Frank | Johannes Stjärne Nilsson, Ola Simonsson        | S    |
| 2005 | Scen nr: 6882 ur mitt liv       | Ruben Östlund                                  | S    |
| 2006 | Blue, Karma, Tiger              | Cecilia Actis, Mia Hulterstam                  | S    |
| 2007 | Hur man gör                     | Gunilla Heilborn, Kim Hiorthøy, Mårten Nilsson | S    |
| 2008 | Lögner                          | Jonas Odell                                    | S    |
| 2009 | This is Alaska                  | Gunilla Heilborn, Mårten Nilsson               | S    |
| 2010 | Inte panik                      | Elisabeth Marjanovic' Cronvall                 | S    |
| 2011 | No Sex Just Understand          | Mariken Halle                                  | S    |
| 2012 | Bäverhatt                       | Malin Skjöld                                   | S    |
| 2013 | On Suffocation                  | Jenifer Malmqvist                              | S    |
| 2014 | Still Born                      | Åsa Sandzén                                    | S    |
| 2015 | Stoerre vaerie                  | Amanda Kernell                                 | S    |
| 2016 | Baby                            | Lovisa Sirén                                   | S    |
| 2017 | I Will Always Love You Kingen   | Amanda Kernell                                 | S    |
| 2018 | Brottas                         | Julia Thelin                                   | S    |
| 2019 | Psychic                         | Tova Mozard                                    | S    |
| 2020 | Du gamla, du fria               | Dawid Ullgren                                  | S    |
| 2021 | En lång utdragen olyckshändelse | Lars Henrik Andersson, Lisa Rydberg            | S    |

## Prisvinnare Uppsala kommuns filmpris till Ingmar Bergmans minne
Vinnare av Uppsala kommuns filmpris till Ingmar Bergmans minne som delas ut av Kulturnämnden i Uppsala kommun och går till en filmskapare i den Internationella tävlingssektionen.
| År   | Filmtitel                             | Regi               | Land     |
| 2010 | Out in That Deep Blue Sea             | Kazik Radwanski    | CA       |
| 2011 | Les navets blancs empechent de dormir | Rachel Land        | B/F      |
| 2012 | Rafa                                  | João Salaviza      | PT       |
| 2013 | Pandy                                 | Matús Vizár        | SVK      |
| 2014 | Lake                                  | Asuka Sylvie       | NZ       |
| 2015 | Onder ons                             | Guido Hendrikx     | NL       |
| 2016 | Another City                          | Phạm Ngọc Lân      | VM       |
| 2017 | Fox                                   | Jacqueline Lentzou | GR       |
| 2018 | Fauve                                 | Jérémy Comte       | CA       |
| 2019 | Fiebre austral                        | Thomas Woodroffe   | CL       |
| 2020 | Life on the Horn                      | Mo Harawe          | AT/SO/DE |
| 2021 | Breaking Ground                       | Inès Girihirwe     | RW       |